# Dream trance
Dream trance – najłagodniejszy ze wszystkich gatunków muzyki trance. Charakterystyczna dla tego rodzaju muzycznego jest bardzo łagodna melodia, która ma pobudzać do marzeń, grana najczęściej na pianinie, oraz bardzo łagodny bit i bas. Przedstawicielami tego rodzaju są m.in.: Robert Miles, Imperio, DJK, DJ Dado, Nylon Moon, DJ Taucher, Nitribit, Zhi-Vago, Zyon, DJ Hooligan, Cosmic Baby, Terra Ferma, Union Jack.
Dream trance był najpopularniejszy w latach 90. Wielu wykonawców niegdyś grających dream trance dzisiaj tworzy uplifting trance, lub Euro-trance, co ma związek z komercjalizacją artystów.